# ۴۴۳ (پیش از میلاد)
۴۴۳ (پیش از میلاد) ۴۴۳مین سال قبل از تقویم میلادی است.